# Hermano I da Saxónia
Hermano Bilungo, conhecido como Hermano I da Saxónia (912 - Quedlimburgo, Alemanha 27 de março de 973) foi um nobre da Alta Idade Média da Alemanha, tendo sido Duque da Saxónia.

## Biografia
Em 938, torna-se marquês da Marca Bilunga. Foi igualmente um militar que teve a alta confiança do imperador e Otão I, Sacro Imperador Romano-Germânico, de quem foi lugar tenente.
Só foi nomeado duque da Saxónia depois da morte de Otão I, visto este ser duque entronizado do território. Encontrando-se na Itália a partir de 961 e até 972, Hermano atuou como representante pessoal de Otão I no governo Saxónia. 
Hermano morreu em 973, apenas dois meses antes da morte do próprio Otão I. O filho de Hermano, Bernardo I foi nomeado como o novo duque da Saxónia por Otão II filho Otão I.
Hermano foi casado duas vezes: De acordo com as crónicas de Abadia de São Miguel de Luneburgo, localizada em Luneburgo, um dos casamentos foi com Oda Bilungo (912 - falecida em 15 de março de um anos depois de 973). Os anis de Xanten, indicam a morte de uma senhora de Ode, afirmando ser a esposa do duque Hermano, no mesmo dia na data indicada. segundo a historiografia é tida como diminutivo de otoniana da dinastia real; avó Henrique I da Germânia, uma vez que este é nomeado como (membro da dinastia bilúngida). 
A segunda esposa Hildegarda de Vesterburgo é mencionada nas crónicas, mas a sua relação com Oda permanece obscura. Hildegarda era também o nome da cônjuge do filho de Hermano, Bernardo I da Saxónia. O nome de Oda de Meissen, neta de Hermano, indica que Oda foi a mãe de seus filhos deste.

## Relações familiares
Foi filho de Bilungo de Stubenskorn e de Ermengarda de Nantes, filha de Viperto de Nantes e de Adeltrude. Foi casado por duas vezes uma Hildegarda de Vesterburgo, de quem não terá tido filhos e a outra com Oda Bilungo, de quem teve:
1. Bernardo I da Saxónia (c. 950 - 9 de fevereiro de 1011) foi duque da Saxónia entre e 973 e 1011, Casou com Hildegarda de Stade (? - 1011), filha de Henrique I de Stade (? - 976), conde de Stade e de Judite Conradina
2. Liutger da Saxónia (? - 26 de fevereiro de 1011) conde de Westfalengau, atestado em 991, encontra-se sepultado na Abadia de São Miguel de Luneburgo, foi casado com Ema de Lesum (c. 975 - 3 de dezembro de 1038),[4] sepultada na Catedral de  Brema, filha de Imedingério IV e Adela de Hamaland, sendo portanto irmã do Bispo Meinverco de Paderborn.
3. Suanilda da Saxónia (entre 945 e 955 - 28 de novembro de 1014), sepultada no Mosteiro de Jena e casada por duas vezes, a 1.ª em 970 com Tietmar I de Meissen (? - depois de 979),[5] marquês de Meissen, a 2.ª cerca do ano 1000 com Egiardo I de Meissen,[6] marquês de Meissen desde 992, (assassinado em 30 de abril de 1002 em Pöhlde); encontrando-se sepultado no Mosteiro de Jena.
4. Matilde da Saxónia (c. 940 - 20 de maio de 1008) sepultada na Igreja de São Pedro de Gante, e casada por duas vezes, a 1.ª cerca de 961 com Balduíno III da Flandres[7] "O Jovem" (c. 940 - 1 de janeiro de 962) foi Conde da Flandres e a 2.ª com Godofredo de Verdun (c. 940 -  3 ou April de 995) conde de Verdun,
5. Ima da Saxónia, que em 995 foi abadessa na Abadia de Herford, Herford.